# Місцевості Броварів
У цій статті зібрана інформація про місцевості міста Броварів Київської області.

## Історичні місцевості
За даними краєзнавця Василя Сердюка, у Броварах є такі історичні місцевості.
- Летня земля — територія, охоплена сучасними вулицями Благодатною, Петропавлівською та Зазимським шляхом. Вона безпосередньо прилягала до міських укріплень із заходу. Тому й одержала таку назву.
- Тарарасовка — підвищення південно-західної околиці, на початку вулиць Дмитра Янченка, Євгенія Зеленського та на прилеглих територіях. На початку 1990-х територію також називали Горка.
- Стопаки, Ступацький хутір — у кінці сучасної вулиці Маяковського.
- Свинячий хутір — в районі вулиць Княжої та частини вулиці Маяковського.
- Козацькі городи, Казені городи — в районі вулиці Дмитра Янченка.

## Сучасний поділ
Місто Бровари поділяють на 10 мікрорайонів:[джерело?]
- Масив
- Торгмаш
- Промвузол
- Радіостанція
- Переїзд
- Старий центр
- Оболонь
- Пекарня
- Геологорозвідка
- Зелена поляна

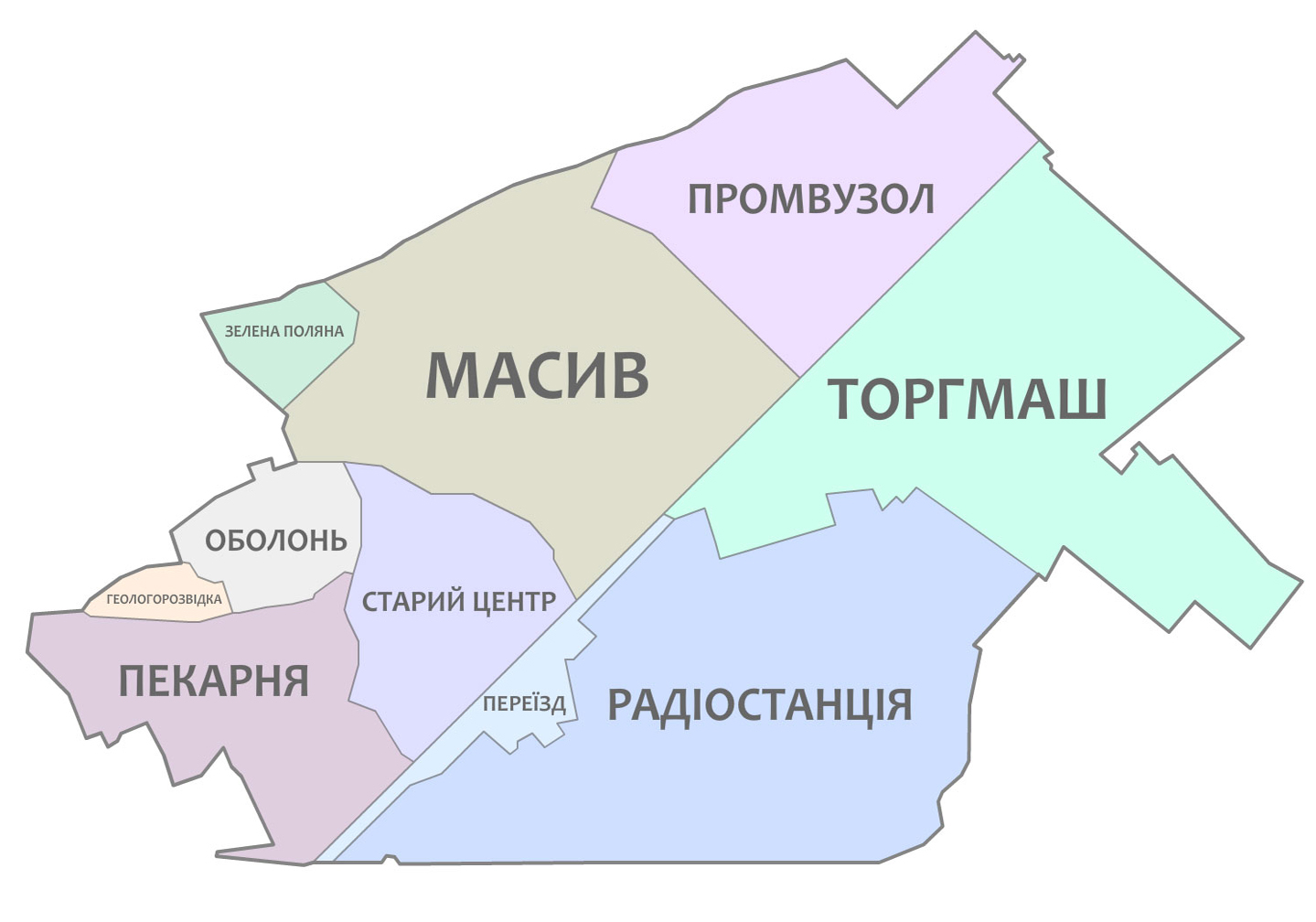
Мапа мікрорайонів Броварів

Найбільші і найсучасніші з мікрорайонів міста — Торгмаш і Масив.
Назви мікрорайонів походять переважно від місцевостей і підприємств, що знаходяться на їхній території.